# سالبادور دي سا
سالبادور دي سا هو عسكري وسياسي برتغالي، ولد في 1602 في قادس في إسبانيا، وتوفي في 1688 في لشبونة في البرتغال.